# Edmund Stafford
Edmund Stafford, conde de Stafford (2 de marzo de 1378-21 de julio de 1403) fue un noble inglés, hijo de Hugh de Stafford y de su esposa Philippa de Beauchamp.

## Biografía
Heredó el condado a los 17 años, siendo el tercero de sus hermanos en heredarlo. Su hermano mayor, Sir Ralph, murió antes de heredar el título mientras que sus otros dos hermanos mayores, a pesar de heredarlo, murieron sin descendencia.
Fue investido caballero de Bath junto con su hermano menor, Hugh, en la coronación de Enrique IV e investido caballero de la Jarretera en 1402. En 1404 fue nombrado condestable de Inglaterra.
Murió a manos del escocés Archibald Douglas, IV conde de Douglas mientras luchaba con las fuerzas realistas del rey Enrique IV en la batalla de Shrewsbury el 21 de julio de 1403. Fue enterrado en la iglesia de los frailes de Austin en Stafford.

## Matrimonio y descendencia
Casó con Ana de Gloucester, siendo su segundo esposo casándose bajo una licencia especial del rey ya que Ana era viuda de su hermano William Stafford, quien murió antes de la consumación de dicho matrimonio. Cabe mencionar que tanto Edmund como sus hermanos estaban bajo la tutela de los Gloucester. Ana era hija de Tomás de Woodstock, duque de Gloucester y su esposa Leonor de Bohun. Por parte de su padre, Ana era nieta del rey Eduardo III de Inglaterra. Fruto del matrimonio nacieron:
- Humphrey Stafford, duque de Buckingham (1402-1460), quien lo sucedió en sus títulos.
- Anne Stafford, condesa de March  (m. 20 de setiembre de 1432), casada en primeras nupcias con Edmundo Mortimer, conde de March y tras enviudar, casó con John Holland, duque de Exeter.
- Philippa Stafford, quien murió joven.

## En la literatura
Edmund Stafford es mencionado por William Shakespeare en sus dramas históricos, apareciendo tanto en Enrique IV, parte 1 como en la parte 2.[cita requerida]

## Distinciones honoríficas
- Caballero de la Orden de la Jarretera (1403).[2][4]

| Nobleza de Inglaterra        |                                          |                            |
| Predecesor: William Stafford | Conde de Stafford Barón Audley 1395–1403 | Sucesor: Humphrey Stafford |